# Droga krajowa B306 (Niemcy)
Droga krajowa 306 (Bundesstraße 306, B 306) – niemiecka droga krajowa przebiegająca na osi północ południe od skrzyżowania z drogą B304 w Traunstein do skrzyżowania z drogą B305 na południu Inzell w południowo-wschodniej Bawarii.